# Маями еПри
Маями еПри е кръг от шампионата за болиди с електрическо задвижване Формула Е под егидата на ФИА. Провежда се през дебютния сезон 2014/15 на надпреварата на временната писта Бискейн Бей Стрийт Сиркуит на улиците на Маями, Флорида, САЩ.

## История
Единственото еПри на Маями се провежда на 14 март 2015 г.

## Писта
Бискейн Бей Стрийт Сиркуит е дълга 2,17 км и има 8 завоя. Дизайнът ѝ е дело на компанията за дизайн на писти Айеса. Разположена е в центъра на Маями, в близост до Бискейнския залив, като заобикаля Американ Еърлайнс Арена, дом на баскетболния отбор Маями Хийт.

## Победители
| Година | Победител    | Отбор       | Време     | Най-бърза обиколка | Пол позишън   | Дата    | Доклад |
| ------ | ------------ | ----------- | --------- | ------------------ | ------------- | ------- | ------ |
| 2015   | Никола Прост | е.дамс-Рено | 46:12.349 | Нелсиньо Пикет     | Жан-Ерик Верн | 14 март | Доклад |

## Статистика

### Победи

#### Пилоти
| Победи | Пилот        | Постигнати |
| ------ | ------------ | ---------- |
| 1      | Никола Прост | 2015       |

#### Отбори
| Победи | Отбор       | Постигнати |
| ------ | ----------- | ---------- |
| 1      | Рено е.дамс | 2015       |

#### Националност на пилотите
| Победи | Страна  | Постигнати | Пилоти |
| ------ | ------- | ---------- | ------ |
| 1      | Франция | 2015       | 1      |

### Пол позиции

#### Пилоти
| ПП | Пилот         | Постигнати |
| -- | ------------- | ---------- |
| 1  | Жан-Ерик Верн | 2015       |

#### Отбори
| ПП | Отбор             | Постигнати |
| -- | ----------------- | ---------- |
| 1  | Андрети Аутоспорт | 2015       |

#### Националност на пилотите
| ПП | Страна  | Постигнати | Пилоти |
| -- | ------- | ---------- | ------ |
| 1  | Франция | 2015       | 1      |

### Най-бърза обиколка

#### Пилоти
| НОБ | Пилот          | Постигнати |
| --- | -------------- | ---------- |
| 1   | Нелсиньо Пикет | 2015       |

#### Отбори
| НОБ | Отбор         | Постигнати |
| --- | ------------- | ---------- |
| 1   | НИО Формула Е | 2015       |

#### Националност на пилотите
| ПП | Страна   | Постигнати | Пилоти |
| -- | -------- | ---------- | ------ |
| 1  | Бразилия | 2015       | 1      |